# Mercedes Roffé
Mercedes Roffé (Buenos Aires, 1954) es una poeta, traductora y editora argentina, autora de obras como El tapiz (1983), Cámara baja (1987), La ópera fantasma (2005) y Las linternas flotantes (2009). Desde 1995 reside en la ciudad de Nueva York.

## Biografía
Mercedes Roffé nació en Buenos Aires, Argentina, el 23 de junio de 1954. Estudió música y Literatura y Lenguas Modernas en la Universidad de Buenos Aires. En 1977 es galardonada en Madrid por su primer libro de poemas. Pasa una temporada en la capital española y se familiariza con parte de su mundo literario. Regresa a Argentina, donde termina sus estudios. En 1978, obtiene una beca del Centro Iberoamericano de Cooperación por un trabajo monográfico sobre la obra de Diego Jesús Jiménez. Con ese apoyo vuelve a Madrid e inicia estudios de doctorado en Filología Hispánica en la Universidad Complutense.
A su regreso a Buenos Aires, a principios de 1980, se integra al equipo de producción de la Editorial Losada al tiempo que participa en la vida literaria y cultural que, aun silenciosamente, se desarrollaba en la capital argentina en los últimos años de la dictadura militar. En 1984, ya el país en pleno proceso democrático, obtiene una beca de investigación del Consejo Nacional de Investigaciones Científicas y Técnicas (CONICET), para trabajar bajo la dirección de Enrique Pezzoni, y otra para cursar el doctorado en la Universidad de Maryland, en los Estados Unidos. Entre ambas oportunidades, opta por continuar estudios en el extranjero.
En 1993 termina el doctorado en literatura española en la Universidad de Nueva York (NYU) con una tesis sobre los debates literarios a fines de la Edad Media. Enseña en la New School for Social Research, en la Universidad de Nueva York, y en Vassar College, situado en el valle del Hudson. En 1995 decide radicarse en Manhattan y volver a integrarse al mundo editorial. 
En 1998 funda en Nueva York el sello Ediciones Pen Press, una editorial independiente dedicada a publicar plaquettes y pliegos de poesía contemporánea de autores españoles e hispanoamericanos, y de otras lenguas en traducción al español.
Entre otras distinciones, obtiene en 2001 una beca de la John Simon Guggenheim Foundation y en 2012 una beca de la Civitella Ranieri Foundation.
Ha sido invitada a dar lecturas y presentaciones sobre su obra en España, Venezuela, Colombia, Santiago de Chile, Montevideo, México, Rumania, Macedonia, Quebec, Bélgica, Inglaterra, y en diversas instituciones y centros culturales de Argentina y los Estados Unidos. En 2016 es publicada en la antología Il fiore della poesia latinoamericana d'oggi (Secondo Volume: America meridionale – I)

## Obra
Entre los rasgos que mejor podrían caracterizar la obra de Roffé en su conjunto, se han mencionado: el juego intertextual; la atención a ciertas constantes de la poesía oral —desde los romances viejos hasta la poesía indígena norteamericana—; el lugar central de la música y el ritmo en el poema; un especial manejo de la ironía; la intermitente atracción por el mito del poeta decadente; y una declarada adhesión a la estética simbolista.

### Libros de poesía
- Poemas"(1973-77). Madrid: Síntesis, 1978
- El tapiz (publicado bajo el heterónimo Ferdinand Oziel. Buenos Aires: Tierra Baldía, 1983.
- Cámara baja. Buenos Aires: Último Reino, 1987; Sgo. de Chile: Cuarto Propio, 1998. Prólogo de Mirta Rosenberg.
- La noche y las palabras. Rosario: Bajo la luna nueva, 1996; Sgo. de Chile: Cuarto Propio, 1999.
- Definiciones mayas. New York: Pen Press, 1999.
- Antología poética. Caracas: Pequeña Venecia, 2000.
- Canto errante. Buenos Aires: Tsé-Tsé, 2002.
- Memorial de agravios. Córdoba: Alción, 2002
- Milenios caen de su vuelo. Poemas 1977-2003. Tenerife: Idea, 2005. Prólogo de Miguel Casado.
- La ópera fantasma. Buenos Aires: Bajo la luna, 2005.
- Las linternas flotantes. Buenos Aires: Bajo la luna, 2009.
- Canto errante seguido de Memorial de agravios. Madrid: Amargord, 2011. Prólogo de Raúl Zurita.
- La ópera fantasma. Madrid/México: Vaso Roto Ediciones, 2012. http://www.vasoroto.com/?lg=mx&id=24&lid=79
- Carcaj : Vislumbres. Madrid/México: Vaso Roto Ediciones, 2014.
- Diario ínfimo. Sevilla: La Isla de Siltolá, 2016.

### Traducciones de su obra
- L’algebra oscura. Foggia: I Quaderni della Valle, 2004. Trad. al italiano de Emilio Coco.
- Définitions mayas et autres poèmes. Montreal: Éditions du Noroît, 2004. Trad. al francés de Nelly Roffé. Prólogo de Hélène Dorion.
- Theory of Colors. New York: Belladonna Series, 2005. Trad. al inglés de Margaret Carson.
- Teoria culorilor. Bucarest: Editura Academei Internationale Orient /Occident, 2006. Trad. al rumano de Dumitru M. Ion.
- Like the Rains Come. Selected Poems 1987-2006. Exeter: Shearsman Books, 2008. Trad. al inglés de Janet Greenberg.
- Rapprochements de la bouche du roi. Montreal: Éditions du Noroît, 2009. Trad. al francés de Nelly Roffé.
- Les Lanternes flottantes. Montreal: Éditions du Noroît, 2012. Trad. al francés de Nelly Roffé.
- Floating Lanterns. Richmond, R.U.: Shearsman Books, 2015. Trad. al inglés de Anna Deeny.

### Libro de fotografías
- La línea azul. Poesía y fotos. Madrid: Del Centro Editores, 2012. Trad. al inglés de Anna Deeny.

### Traducciones
- Bendiciones gnósticas, de Leonard Schwartz, New York: Pen Press, 2004. En colaboración.
- Poemas para el juego del silencio, de Jerome Rothenberg. Valencia: Germanía, 2004.
- Primera historia del latín, de Erin Mouré. New York: Pen Press, 2008. En colaboración.
- Ritual de la casa del sudor y otros textos indígenas norteamericanos. New York: Pen Press, 2009.
- El amor de los objetos, de Martine Audet. New York: Pen Press, 2010.
- Una historia incomprensible y otros relatos, de Odilon Redon. Buenos Aires: Bajo la luna, 2010.
- Una historia incomprensible y otros relatos, de Odilon Redon. Madrid/México: Vaso Roto Ediciones, 2016.

### Ensayo
- La cuestión del género. Delaware: Juan de la Cuesta Hispanic Monographs, 1996.

### Reseñas
- Poemas en flotación
- En el origen fue el Bien - Las linternas flotantes
- Libros: “Las linternas flotantes” (Mercedes Roffé, 2010)

### Entrevistas
- Diálogo con Mercedes Roffé - por Susana Romano Sued
- Mercedes Roffé, un álgebra superior

### Selecciones de su obra en español y en traducción
- Abanico - R
- Mercedes Roffé / De "Las linternas flotantes"
- Words Without Borders - Situation: To Cast Off A Malady
- Poems by Mercedes Roffé
- Mercedes Roffé/Les Lanternes flottantes

- Datos: Q5495435